# Anoumaba
Anoumaba è una città, sottoprefettura e comune della Costa d'Avorio, situata nel dipartimento di M'Batto; conta una popolazione di 19 463 abitanti (censimento 2014).